# منطقه‌های سوریه
منطقه (به عربی: منطقة) دومین تقسیم کشوری پس از استان در کشور سوریه است. منطقه طبق قانون وزارت ادارهٔ محلی سوریه: قسمتی از استان است که جمعیت آن از ۶۰ هزار تن کم‌تر نیست و حداقل دو بخش را در خود جا داده‌است. ایجاد استان به فرمان رئیس‌جمهور با پیشنهاد وزیر ادارهٔ محلی صورت می‌گیرد، هر منطقه را فرماندار اداره می‌کند و فرماندار نیز زیر نظر استاندار و وزیر کشور سوریه است.
در تقسیمات کشوری سوریه ۶۴ منطقه وجود دارد، برزگ‌ترین منطقه تدمر است که مساحتی در حدود ۳۰٬۸۲۳ کیلومتر مربع دارد. کوچک‌ترین منطقه داریاست که مساحتی در حدود ۱۰۲ کیلومتر مربع دارد. پرجمعیت‌ترین منطقه، جبل سمعان با جمعیت ۲٬۴۱۳٬۸۷۸ تن و کمترینش منطقه فیق با جمعیت ۱٬۹۴۷ تن است.
تازه تأسیس‌ترین منطقه سوریه، منطقه تلدو است که در سال ۲۰۱۰ میلادی با صدور فرمان ریاست‌جمهوری از منطقه حمص جدا شد و به صورت یک منطقه مستقل درآمد.

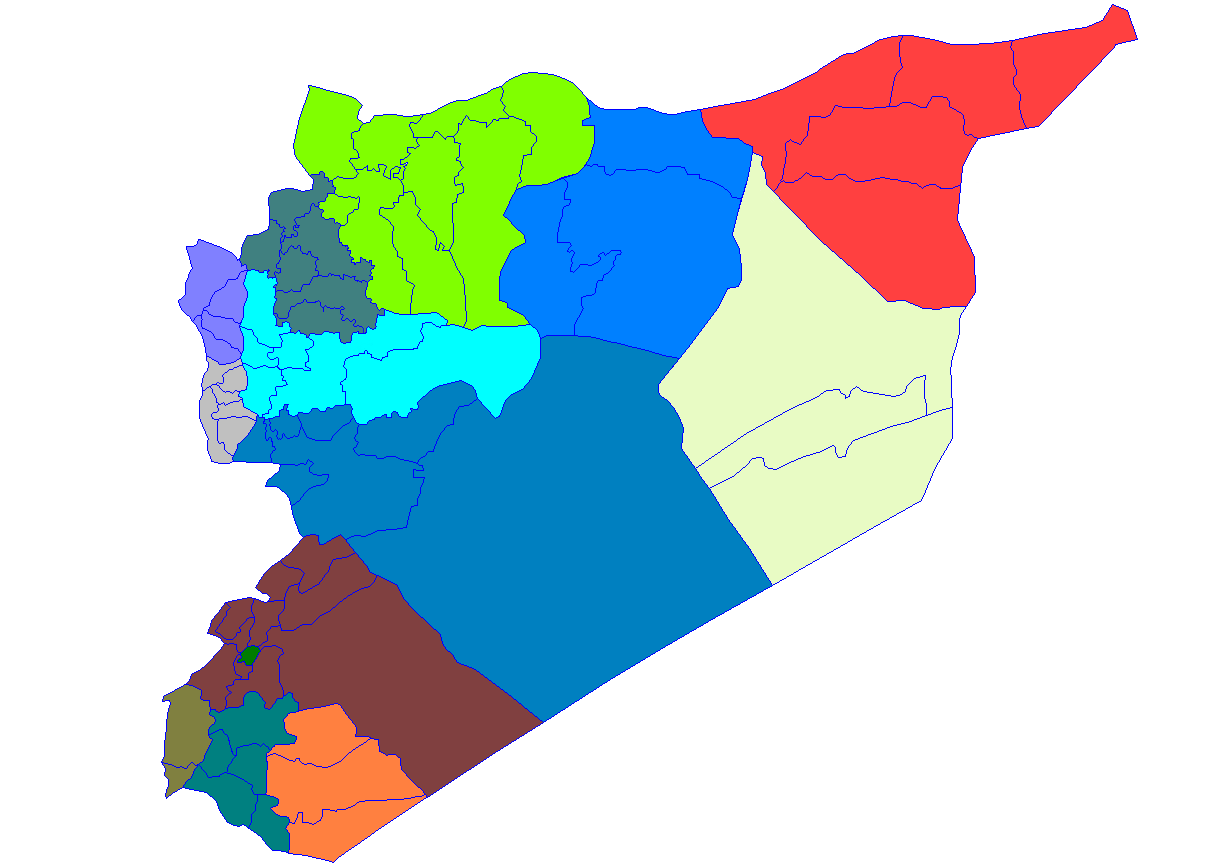
Districts of Syria

## استان حلب
- منطقه عفرین
- منطقه الباب
- منطقه الاتارب
- منطقه عین العرب
- منطقه اعزاز
- منطقه دیر حافر
- منطقه جرابلس
- منطقه منبج
- منطقه جبل سمعان
- منطقه السفیره

## استان دمشق

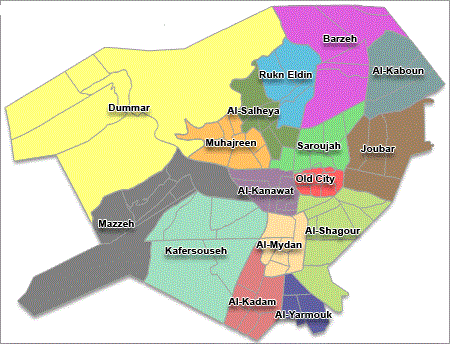

- دمشق

## استان درعا
- منطقه الصنمین
- منطقه إزرع
- منطقه درعا

## استان دیر الزور
- منطقه ابوکمال
- منطقه دیر الزور
- منطقه میادین

## استان حماه
- منطقه سلمیه
- منطقه سقیلبیه
- منطقه حماه
- منطقه مصیاف
- منطقه محرده

## استان حسکه
- منطقه الحسکه
- منطقه المالکیه
- منطقه قامشلی
- منطقه راس العین

## استان حمص
- منطقه المخرم
- منطقه القصیر
- منطقه الرستن
- منطقه حمص
- منطقه تدمر
- منطقه تلدو
- منطقه تلکلخ

## استان ادلب
- منطقه اریحا
- منطقه حارم
- منطقه ادلب
- منطقه جسرالشغور
- منطقه معره نعمان

## استان لاذقیه
- منطقه الحفه
- منطقه جبله
- منطقه اللاذقیه
- منطقه القرداحه

## استان قنیطره
- منطقه فیق
- منطقه القنیطره

## استان رقه
- منطقه الثوره
- منطقه رقه
- منطقه تل ابیض

## استان ریف دمشق
- منطقه النبک
- منطقه القطیفه
- منطقه التل
- منطقه الزبدانی
- منطقه داریا
- منطقه دوما
- منطقه مرکز ریف دمشق
- منطقه قطنا
- منطقه قدیسا
- منطقه یبرود

## استان سویدا
- منطقه السویدا
- منطقه صلخد
- منطقه شهبا

## استان طرطوس
- منطقه الشیخ بدر
- منطقه بانیاس
- منطقه دریکیش
- منطقه صافیتا
- منطقه طرطوس